# Ahora Repúblicas
Teraz Republiki (hiszp. Ahora Repúblicas, arag. Agora Republicas, ast. Agora Repúbliques, bask. Orain Errepublikak, kat. Ara Repúbliques, galic. Agora Repúblicas) – wyborcza koalicja lewicowych, regionalnych, republikańskich i separatystycznych partii politycznych z różnych regionów Hiszpanii.
Sojusz powstał w lutym 2019, celem wspólnego startu w wyborach europejskich w tym samym roku. Zawiązały go Republikańska Lewica Katalonii, EH Bildu z Kraju Basków i Nawarry oraz Galisyjski Blok Nacjonalistyczny. Dołączyły do nich także regionalne ugrupowania z Asturii, Aragonii i Wysp Kanaryjskich. Pięć lat wcześniej główne ugrupowania AR tworzyły dwie odrębne koalicje – L’Esquerra pel Dret a Decidir i Los Pueblos Deciden. Listę wyborczą nowego sojuszu otworzył lider ERC Oriol Junqueras, od listopada 2017 tymczasowo aresztowany razem z grupą innych byłych ministrów katalońskich pod zarzutami m.in. wszczęcia buntu.
W głosowaniu z 26 maja 2017 AR uzyskała 5,6% głosów i 3 mandaty w Parlamencie Europejskim IX kadencji. Dwa przypadły kandydatom ERC, a jeden przedstawicielowi EH Bildu (którego w trakcie kadencji zastąpiła działaczka BNG).
Koalicję odnowiono na potrzeby wyborów do PE z 9 czerwca 2024; otrzymała 4,9% głosów i ponownie 3 mandaty eurodeputowanych (po 1 dla przedstawicieli ERC, EH Bildu i BNG).